# Reinhold Becker (Unternehmer)
Reinhold Becker (* 15. Februar 1866 in Hagen; † 1. Februar 1924 in Meerbusch) war ein deutscher Unternehmer und Manager.
Becker war nach verschiedenen Tätigkeiten in der Stahlindustrie und im Roheisenverband von 1903 bis 1908 kaufmännischer Direktor des Unternehmens Krefelder Stahlwerk AG, das in Krefeld-Fischeln hochwertige Qualitätsstähle für Maschinenbau und Werkzeugproduktion herstellte. Es stand unter dem Einfluss mehrerer großer Montankonzerne, darunter Klöckner, Thyssen und die Gelsenkirchener Bergwerks-AG, Becker wurde auf Vorschlag von August Thyssen berufen.
1908 gründete Becker gemeinsam mit seinen Brüdern Wilhelm Becker und Julius Becker ein eigenes Unternehmen, die Stahlwerke Becker AG, das er als Vorstandsvorsitzender (Generaldirektor) leitete. Der Unternehmenssitz war Krefeld, in Willich entstand ein umfangreiches Stahl- und Walzwerk, das ab 1913 durch ein eigenes Hüttenwerk, genannt Reinholdhütte, am Rheinhafen in Uerdingen ergänzt wurde. Als Tochtergesellschaften entstanden z. B. die Becker Steel Company of America in Charleston (West Virginia), die 1919 enteignet wurde., und die Industrielle Bankgesellschaft mbH in Düsseldorf. Außerdem wurde dem Unternehmen eine Wolfram- und Zinngrube in Zinnwald-Georgenfeld im Erzgebirge angegliedert. Vor dem Ersten Weltkrieg wurde die Becker-Kanone entwickelt.
Nicht zuletzt durch den Rüstungsbedarf des Ersten Weltkriegs brachten die enormen Investitionen für die neu erbauten Produktionsanlagen relativ schnell Rendite. Der geschäftliche Erfolg spiegelte sich auch darin wider, dass Becker mitten im Krieg 1916 ein zwölf Hektar großes Anwesen nördlich der Gartenstadt Meererbusch erwarb und dort einen selbst für die Maßstäbe der Montanindustrie außergewöhnlich repräsentativen Herrensitz bauen ließ. Der Senat der Technischen Hochschule Aachen verlieh Reinhold Becker 1917 die Ehrendoktorwürde (als Dr.-Ing. E.h.) in Anerkennung seiner hervorragenden Verdienste um die Entwicklung und Förderung der Fabrikation von Schnellschnittstahl und um die im Kriegsinteresse hochwichtige Gewinung von Wolframmetall.
Nach Kriegsende und Wegfall der Rüstungsproduktion wurde die Lage des Unternehmens schwieriger. Zur Absicherung der Energieversorgung erwarb Reinhold Becker 1919 die Bochumer Bergbau-AG mit den Zechen „Präsident“ in Bochum und „Herbeder Steinkohlenbergwerke“ in Witten sowie ein Jahr später die Braunkohlengrube „Colonia“ bei Brühl.
Nach Beckers Tod geriet das stark auf seine Person zugeschnittene Unternehmen in eine finanzielle Schieflage; die Die Hyperinflation des Jahres 1923 und die alliierte Besetzung der Region um Krefeld von 1919 bis Januar 1926 trugen dazu bei. 
Von Mai 1924 bis Februar 1925 stand das Unternehmen unter Geschäftsaufsicht. Im November 1924 wurde ein Sanierungskonzept beschlossen; daraufhin konnten die zunächst stillgelegten Werke den Betrieb wieder aufnehmen. Die Beteiligungen und Tochtergesellschaften wurden verkauft; Beckers Villa Haus Marein in einem großen Park wurde versteigert.